# Flaga Rygi
Flaga Rygi − jeden z symboli Rygi obok herbu, obowiązująca od 4 maja 1937.

## Historia
Pierwsza wzmianka o fladze miasta pochodzi z 1232, nie jest jednak znany jej wzór. Około 1270 wydano dokument, w którym określono, że na ryskich statkach mają być umieszczone flagi z białymi krzyżami jako symbolem miasta. Przepis ten doprecyzowano na początku XIV wieku – krzyż miał się znajdować na czarnym tle. Taki wzór flagi obowiązywał do ok. 1569. W późniejszych latach jej wizerunek wielokrotnie zmieniał się, aż do 1937, kiedy to ustanowiono wzór obowiązujący do dzisiaj, z przerwą, gdy Ryga była częścią Łotewskiej SRR. Po konsultacjach wersję z 1937 przywrócono ostatecznie 20 kwietnia 1990.

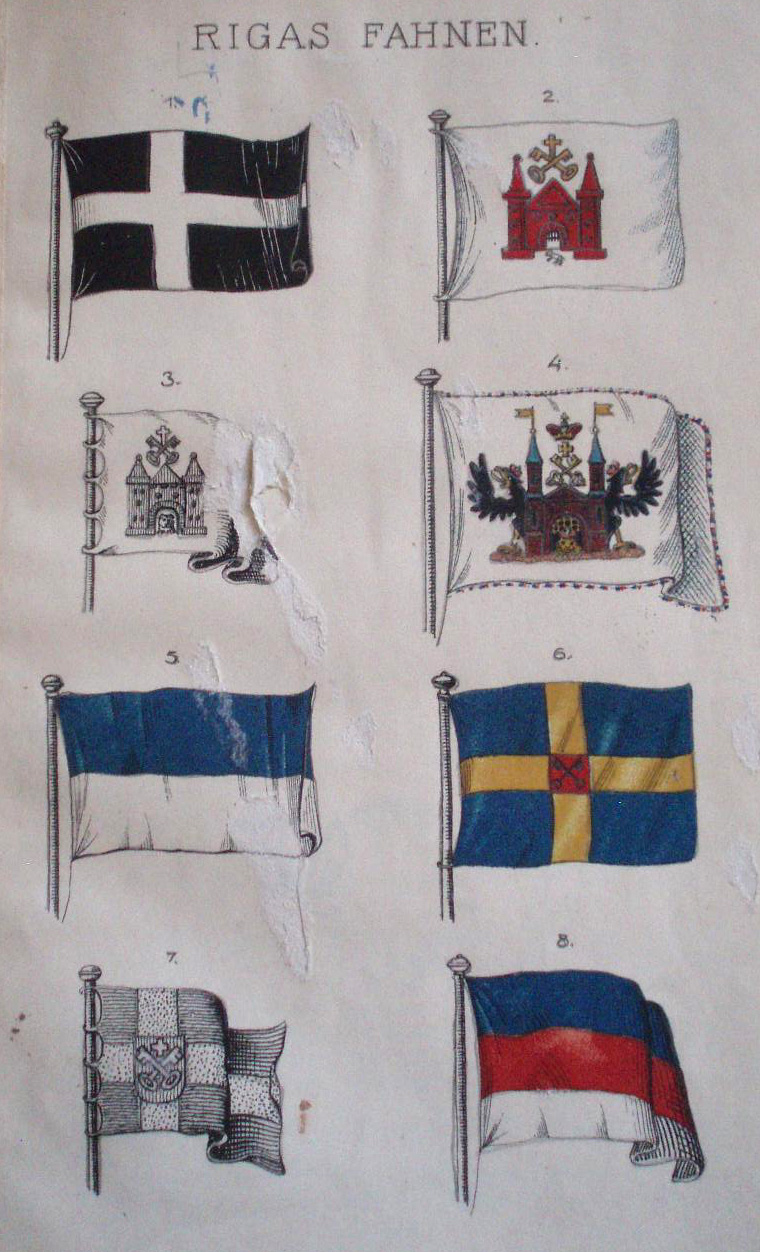
Historyczne flagi Rygi

## Wygląd i symbolika
Flaga miasta to prostokątny płat tkaniny o proporcjach 1:2, podzielony na dwa równe poziome pasy: górny błękitny i dolny biały. W jego centralnej części umieszczono herb wielki miasta Rygi.